# Marinha Real Tailandesa
A Marinha Real Tailandesa (em: tailandês "กองทัพเรือ, ราชนาวี") é a marinha da Tailândia e parte das Forças Armadas Reais Tailandesas. Ela foi estabelecida no século XIX. O Almirante Príncipe Abhakara Kiartivongse (1880–1923) é "O Pai da Marinha Real Tailandesa", sua estrutura organizacional e idêntica a da Marinha dos Estados Unidos.

## Fotos

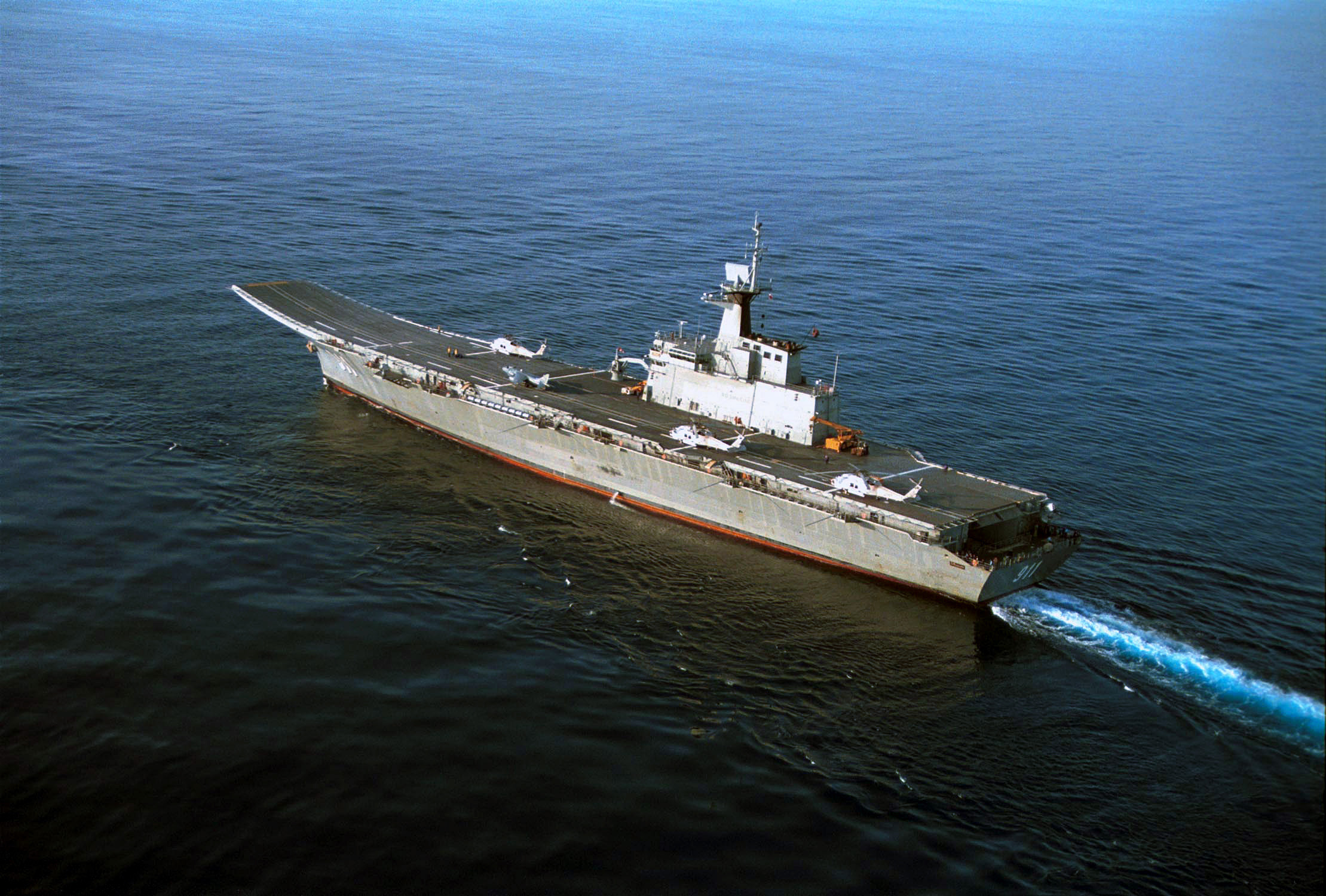
O Chakri Naruebet, o navio-almirante da marinha tailandesa.
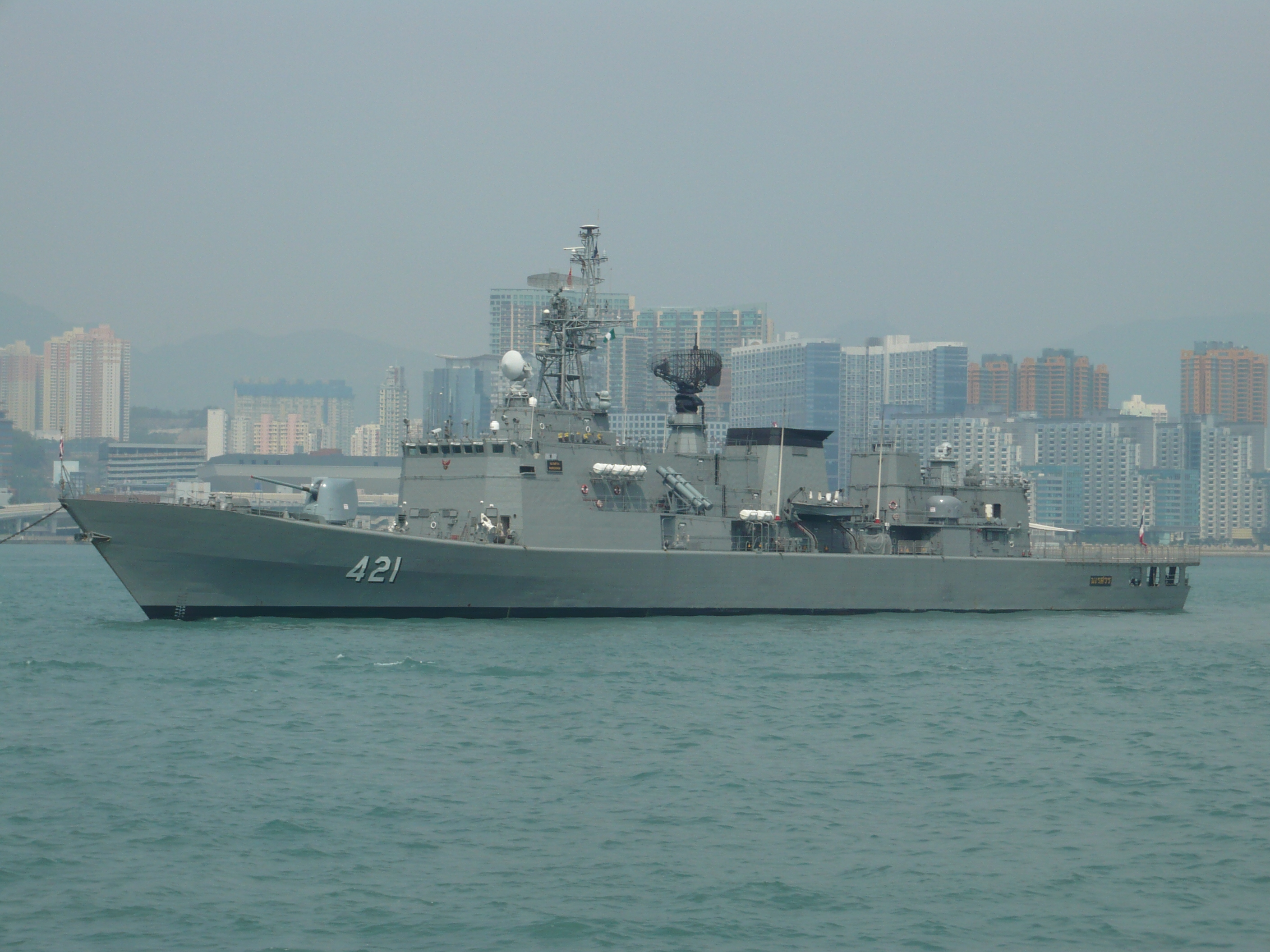
A fragata Naresuan.
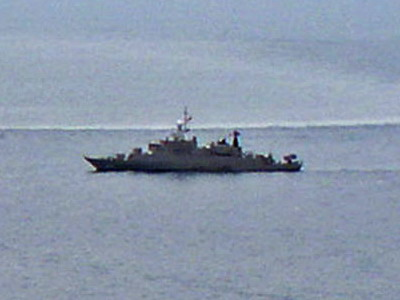
Uma corveta da classe Ratanakosin.
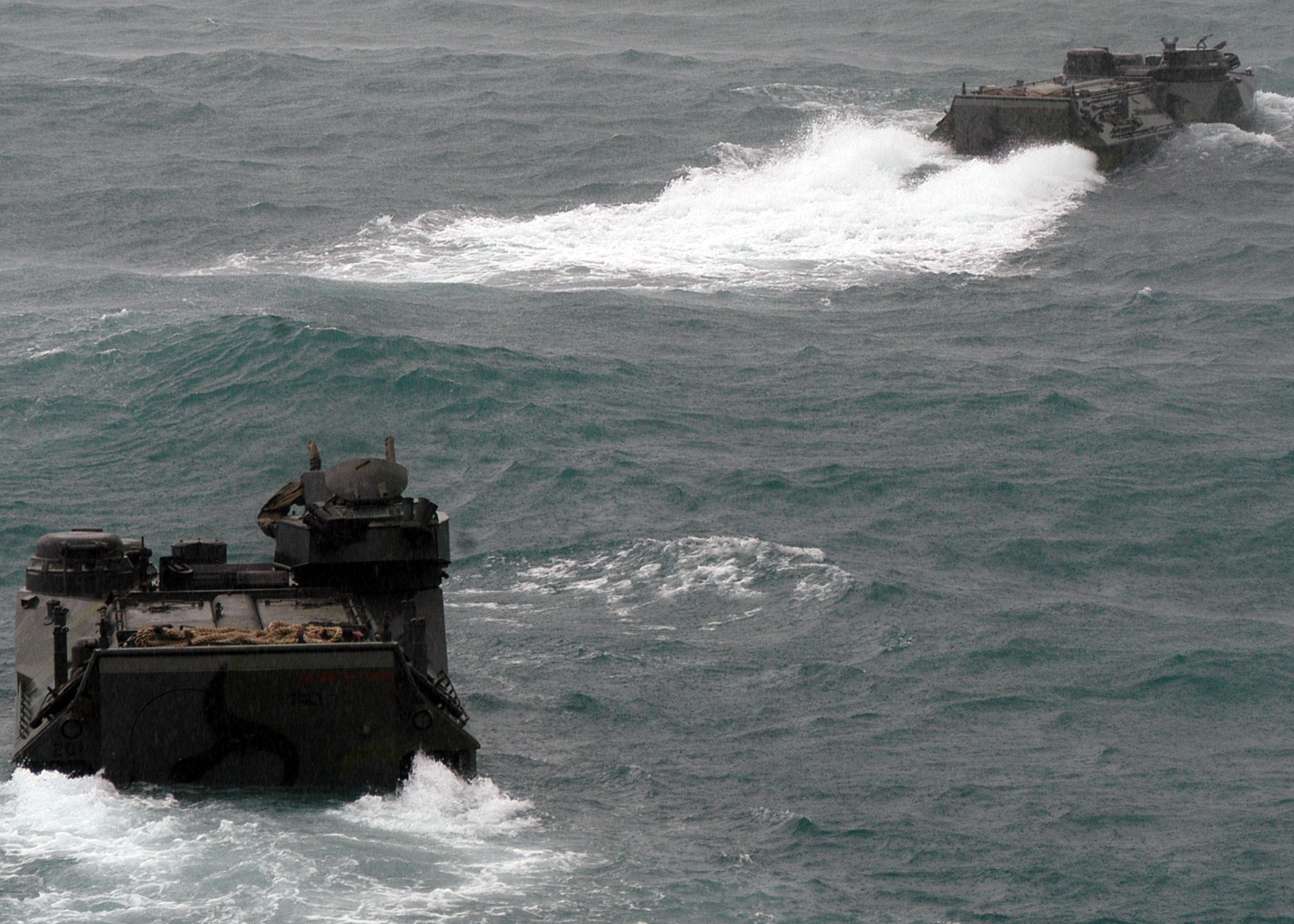
Dois blindados AAV-7A1 , do corpo de fuzileiros navais da Tailândia.